# Papa copto
El papa copto, oficialmente denominado papa de Alejandría y patriarca de la sede de san Marcos, es el papa de la Iglesia copta ortodoxa. El papa n.º 118 es Teodoro II, elegido el 18 de noviembre de 2012.
Siguiendo las tradiciones de la Iglesia, el papa preside el Santo Sínodo del patriarcado copto ortodoxo de Alejandría como primus inter pares. El Santo Sínodo es la máxima autoridad de la Iglesia copta ortodoxa, que tiene entre 12 y 18 millones de miembros en todo el mundo, de los cuales, de 10 a 14 millones están en Egipto. Formula las regulaciones respecto a asuntos de la organización, fe y orden de la Iglesia. El papa también preside el Consejo de la Congregación General de la Iglesia.[cita requerida]
La residencia y sede del papa, comúnmente conocida como la Santísima Sede de San Marcos aunque históricamente está asociada con la ciudad de Alejandría, se encuentra físicamente desde 1047 en El Cairo, en la Catedral ortodoxa copta de San Marcos, dentro de un complejo que incluye el Palacio Patriarcal y una residencia adicional en el Monasterio de San Bishoi.
Para la elección del papa se realiza una votación en el Santísimo Sínodo de la Iglesia Ortodoxa Copta, poniendo los nombres de los tres candidatos que recibieron más votos en un cáliz de vidrio. Se toma un nombre de los tres, que se convierte así en el nuevo patriarca de Alejandría. Se cree que el nombre es elegido por 'Elección Divina', mediante un niño con los ojos vendados, guiado por la mano de Dios. Después de la muerte del papa Shenouda III el 17 de marzo de 2012, tuvo lugar la última elección papal el 4 de noviembre de 2012, cuando el obispo Tawadoros, de 60 años, obispo auxiliar de Beheira y asistente del metropolitano Pacomio de Beheira, fue elegido como papa de Alejandría. El papa tomó el nombre de Tawadros II (Teodoro II) y fue entronizado formalmente el 18 de noviembre de 2012.

## Historia
La Iglesia copta ha sufrido múltiples persecuciones, más o menos violentas, desde Diocleciano, pasando por la dominación política bizantina y su enfrentamiento entre doctrinas, los persas en el 616 y la conquista árabe desde el 642. Hoy día, la Iglesia copta sigue siendo la comunidad cristiana más grande del Oriente Medio.
La Iglesia cristiana primitiva ha reconocido la especial significancia de varias ciudades como primordiales en la Iglesia mundial 'católica' (universal), como es el caso de Alejandría, Antioquía y Roma. La Iglesia de Alejandría es uno de los patriarcados originales, pero la sucesión al papel de patriarca de Alejandría todavía está en disputa después de la separación que siguió al Concilio de Calcedonia. El desarrollo posterior de la Pentarquía también otorgó un reconocimiento secular a estos líderes religiosos. Debido a esta división, el liderazgo de esta iglesia no forma parte de este sistema.
Los miembros de la iglesia reconocen a su cabeza como sucesor de San Marcos el Evangelista, considerado el primer obispo de Alejandría, quien fundó la Iglesia en el siglo I y, por tanto, marcó el comienzo del cristianismo en África.

## Título oficial
El primado de la Iglesia ortodoxa copta de Alejandría es conocido como Papa de Alejandría y Patriarca de toda África en la Santa Sede de San Marcos el Apóstol. El sucesor de San Marcos Evangelista, Santo Apóstol y Mártir, sobre el Santo Trono Apostólico de la Gran Ciudad de Alejandría.
Su título completo es:
- Papa y Señor Arzobispo de la Gran Ciudad de Alejandría y Patriarca de toda África sobre el Santo Trono Ortodoxo y Apostólico de San Marcos el Evangelista y Santo Apóstol que es, en Egipto, Pentápolis, Libia, Nubia, Sudán, Etiopía, Eritrea y toda África.

Es decir:
- Papa y Señor Arzobispo de la Gran y Santa Arquidiócesis Metropolitana de Alejandría (Racotis), siendo:
  - El Metropolitano de la Santa, Gran y Antigua  Arquidiócesis Metropolitana de Alejandría (Racotis), que comprende:
    - La Gran y Antigua Metrópolis de Alejandría, que incluye:
      - La Sagrada Diócesis Sufragánea de Canopo (Abukir)
      - La Sagrada Diócesis Sufragánea de Menelao
      - La Sagrada Diócesis Sufragánea de Schedia

  - El Metropolitano de la Provincia Metropolitana del Gran Cairo que comprende:
    - La Santa Arquidiócesis de El Cairo (Arcadia Ægypti), que incluye:
      - La Sagrada Diócesis Sufragánea de Oriente del Distrito Ferroviario de El Cairo
      - La Sagrada Diócesis Sufragánea del Distrito de Meit Ghamr de El Cairo
      - La Sagrada Diócesis Sufragánea de Dar El Salam (Irinipolis) de El Cairo
      - La Sagrada Diócesis Sufragánea de Heliópolis de El Cairo
      - La Sagrada Diócesis Sufragánea del Viejo Cairo (Babilonia), Manial y Fum El Kahlig de El Cairo
      - La Sagrada Diócesis Sufragánea de El Mataria, Ain Shams, Ezbet El Nakhl en la Santa Arquidiócesis de El Cairo (Arcadia Ægypti)

  - El Metropolitano de la Arquidiócesis de Norteamérica, que incluye:
    - La Sagrada Diócesis Sufragánea de Alexandria y toda Virginia, Estados Unidos
- Anciano y Jefe Arzobispo Metropolitano de todas las provincias egipcias
- Primado de todo Egipto, Pentápolis, Libia, Nubia y el Sudán
- Patriarca de toda África en el Santísimo Trono de San Marcos el Evangelista, Santo Apóstol y Mártir.

Al ser así, se le considera:
- Padre de los padres.
- Pastor de pastores.
- Jerarca de todos los jerarcas

Los títulos honorarios atribuidos al Jerarca del Trono Alejandrino son:
- El Pilar y Defensor de la Santa Iglesia Católica, Apostólica y de la Fe Ortodoxa.
- El Decano de la Gran Escuela Catequética de Teología de Alejandría.
- El juez (Arbitrator) Ecuménico (Universal) de la Santa Iglesia Apostólica y Católica (Universal).
- El decimotercero entre los Santos Apóstoles.

## Tareas pontificias
Los deberes del papa copto ortodoxo, aparte de los diocesanos, son:
- Guiar a la Iglesia Ortodoxa Copta de Alejandría de acuerdo con la fe ortodoxa.
- Guiar a las diversas diócesis bajo su jurisdicción y nominar candidatos para el progreso episcopal.
- Consagrar obispos para diversas diócesis u obispados, elevar a los obispos a la dignidad metropolitana y consagrar y entronizar a los Patriarcas para las iglesias hijas autónomas o autocéfalas de la Iglesia de Alejandría.
- Siendo el primero entre iguales entre los obispos de la Iglesia de Alejandría, lidera todos los asuntos interorganizacionales de todas las diócesis.
- Siendo el presidente del Supremo Tribunal Eclesiástico Supremo, actúa como Juez Supremo en todos los asuntos de disciplina eclesiástica con la aprobación del Santo Sínodo.
- Presidir el Santo Sínodo de la Iglesia de Alejandría como el primero entre iguales.
- Promulgar misiones para predicar el cristianismo en varias partes del mundo.
- Canonizar a los santos, a través de la aprobación por el Sínodo Santo. Un requisito de la fe ortodoxa copta es que al menos deben pasar 50 años desde la muerte de un santo hasta su canonización.
- Erección y consagración de nuevas diócesis e iglesias, construcción o renacimiento de monasterios y mantenimiento de sus comunidades monásticas. Bajo el papado de Shenouda III, se establecieron muchas nuevas iglesias ortodoxas coptas en América del Norte, Europa, Australia, África subsahariana y otros lugares.